# كينيث بريلي لارسن
كينيث بريلي لارسن (بالدنماركية: Kenneth Brylle Larsen)‏، من مواليد 22 مايو 1959، لاعب كرة قدم دنماركي سابق.
و قد لعب مع منتخب الدنمارك لكرة القدم 16 مباراة وسجل هدفين.
و قد بدأ مسيرته الكروية مع نادي فييلي بولدكلوب، قبل أن ينتقل إلى نادي أندرلخت البلجيكي في عام 1979، وفي عام 1984 انتقل إلى نادي بي أس في آيندهوفن الهولندي، وفي عام 1985 انتقل إلى نادي مارسيليا الفرنسي، وفي عام 1986 عاد إلى بلجيكا ولعب مع نادي كلوب بروج البلجيكي، وقد لعب مع كلوب بروج 101 مباراة وسجل 49 هدف، وقد لعب مع عدة أندية بلجيكية مثل نادي جيرمينال بيرستشوت ونادي ليرسي ونادي كنوكه.

## السيرة الذاتية
ولد كينيث بريلي لارسن في كوبنهاغن, وبدأ بريلي بلعب كرة القدم مع الفريق المحلي.

## روابط خارجية
- كينيث بريلي لارسن على موقع قاعدة بيانات كرة القدم.إي يو (الإنجليزية)
- كينيث بريلي لارسن على موقع ناشيونال فوتبول تيمز (الإنجليزية)
- كينيث بريلي لارسن على موقع Soccerway.com (الإنجليزية)